# Luci Passiè Rufus
Luci Passiè Ruf (llatí: Lucius Passienus Rufus) va ser un magistrat romà del segle i aC.
Va ser nomenat cònsol romà l'any 4 aC amb Gai Calvisi Sabí. Probablement era el mateix personatge anomenat Passiè que va obtenir ornaments triomfals i els honors del triomf per les seves victòries a la província de l'Àfrica.